# São Francisco do Brejão
São Francisco do Brejão es un municipio brasilero del estado del Maranhão. Su población estimada en 2009 era de 8.863 habitantes.

## Historia
Su poblamiento inició en 1969, cuando los agricultores Srs. Claudino y André, procedentes de la bahía, atraídos por la fertilidad del suelo, establecieron residencia en sus tierras. Esta nueva unidad administrativa era parte de los municipios de Açailândia y Emperatriz, de donde fuera separado y de cuyas sedes distante 30 km para Açailândia y 70 km para Emperatriz – vía férrea o asfáltica.

## Geografía
São Francisco do Brejão está localizado en el extremo Oeste del estado del Maranhão, Brasil, con latitud de 05°07’29”, longitud de 47°23’20”, y una altitud de 255 metros sobre el nivel del mar. La distancia entre la sede y la capital del estado, São Luís es de 447 km (en línea recta). 
Limita al norte con el municipio de Açailândia, al este con el municipio de Juán Lisboa, al Oeste y al sur con los municipio de Cidelândia y Imperatriz.